# Abbaye de Valmont
L'abbaye Notre-Dame-du-Pré de Valmont, primitivement appelée Sainte-Marie de Valmont, est une abbaye bénédictine qui se dresse sur le territoire de la commune française de Valmont, dans le département de la Seine-Maritime, en région Normandie. L'édifice est partiellement protégé au titre des monuments historiques.

## Localisation
L'abbaye est située dans la commune de Valmont, dans le département français de la Seine-Maritime.

## Historique

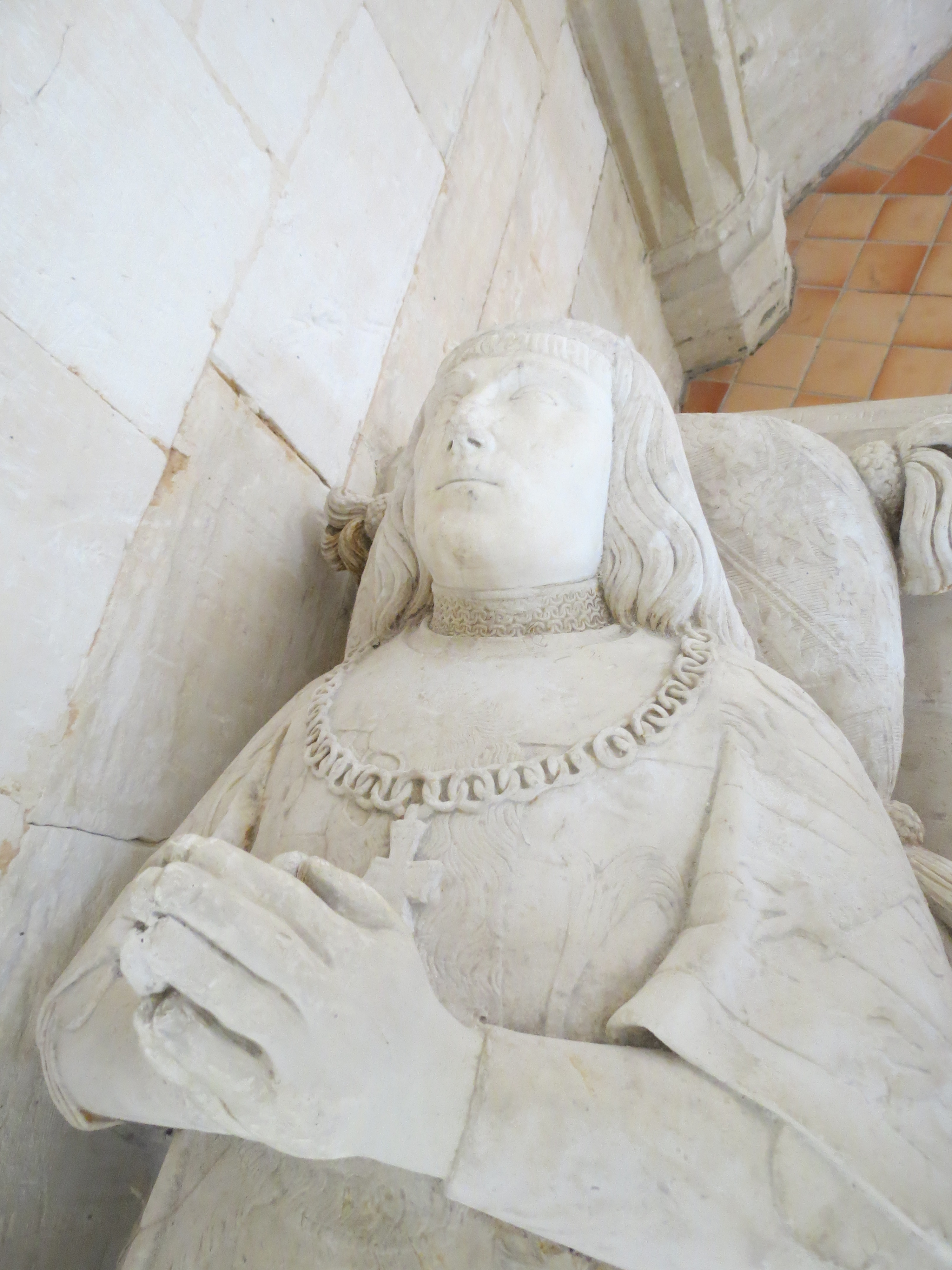
Gisant de Nicolas d'Estouteville, fondateur de l'abbaye.

L'abbaye Sainte-Marie est fondée par Nicolas d'Estouteville, seigneur de Valmont, en 1169, elle est confiée à des bénédictins détachés de l'abbaye de Hambye. Ce lieu, qui servit de nécropole à la famille d'Estouteville, n'accueillit jamais plus de vingt-cinq moines. Plusieurs fois détruite et reconstruite, l'église abbatiale ne fut vraiment achevée qu'au XVIe siècle. La comtesse Marie II de Saint-Pol y fut inhumée.
Les bâtiments conventuels sont édifiés de 1676 à 1682, sur ordre de Louis de La Fayette (1634-1729), abbé commendataire, qui tente d'introduire, en 1680 la réforme de Saint-Maur. Finalement réformée en 1754 par le mauristes, elle connait alors une période de reconstruction pendant la deuxième moitié du XVIIIe siècle.
Elle est dissoute sous la Révolution, les moines sont dispersés en 1789 et les bâtiments sont vendus en 1791 comme biens nationaux et acquis par des particuliers.
Au XIXe siècle, le peintre Eugène Delacroix vint souvent se reposer au domaine familial de Valmont et s'inspira du site pour un dessin, Ruines de l'abbaye de Valmont, aujourd'hui conservé au musée du Louvre. Il y a peint en 1834 trois fresques désormais dans les collections du musée national Eugène-Delacroix : Anacréon et une jeune fille, Léda et le Cygne et Bacchus et un tigre.
L'abbaye retrouve sa vocation primitive en 1994, en accueillant des bénédictines de Notre-Dame-du-Pré de Lisieux. Elle est restaurée avec le concours des monuments historiques, sous la direction de l'architecte Dominique Moufle. La nouvelle église abbatiale de Valmont est consacrée en 2004.

## Description

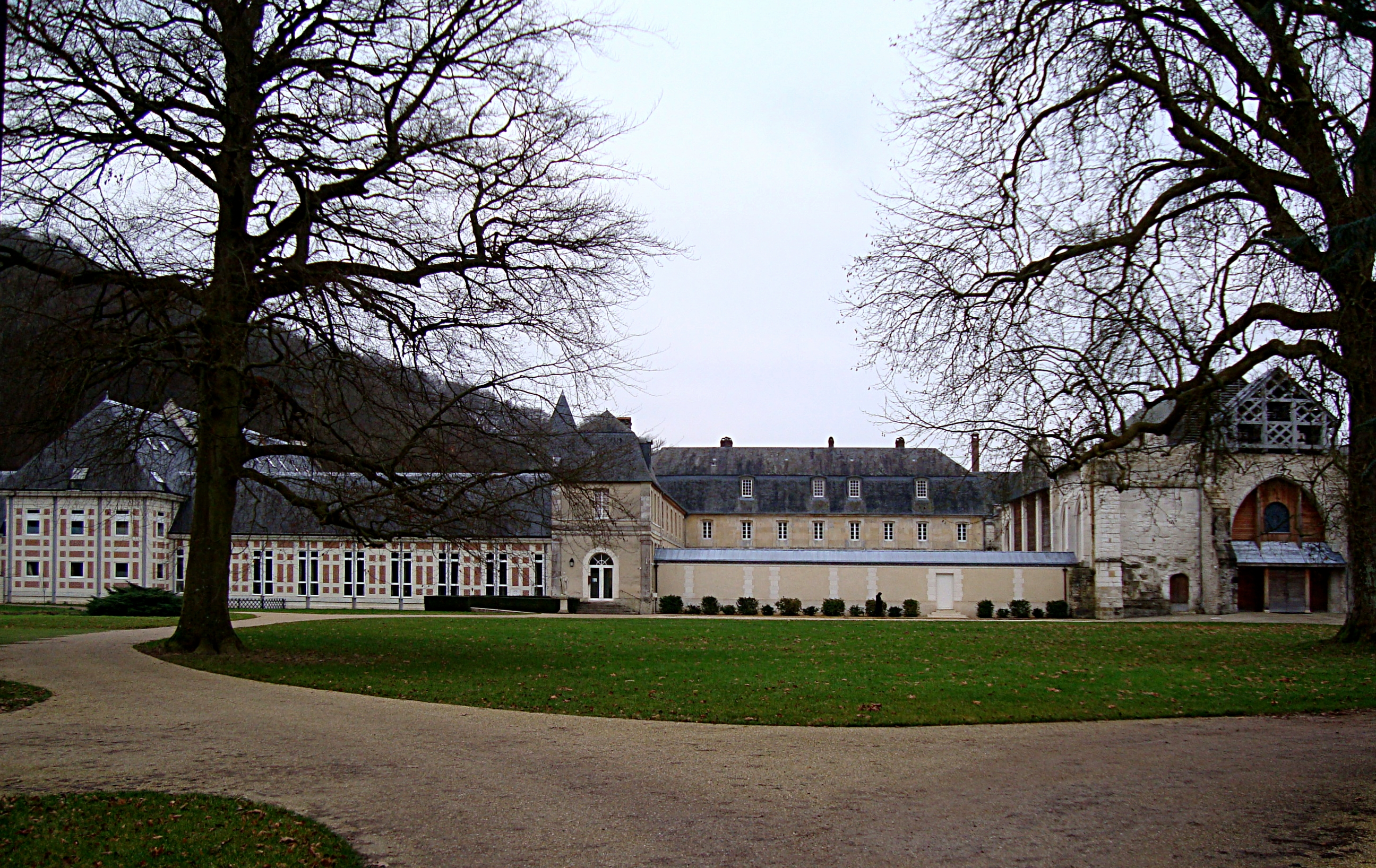
Vue générale de l'abbaye.

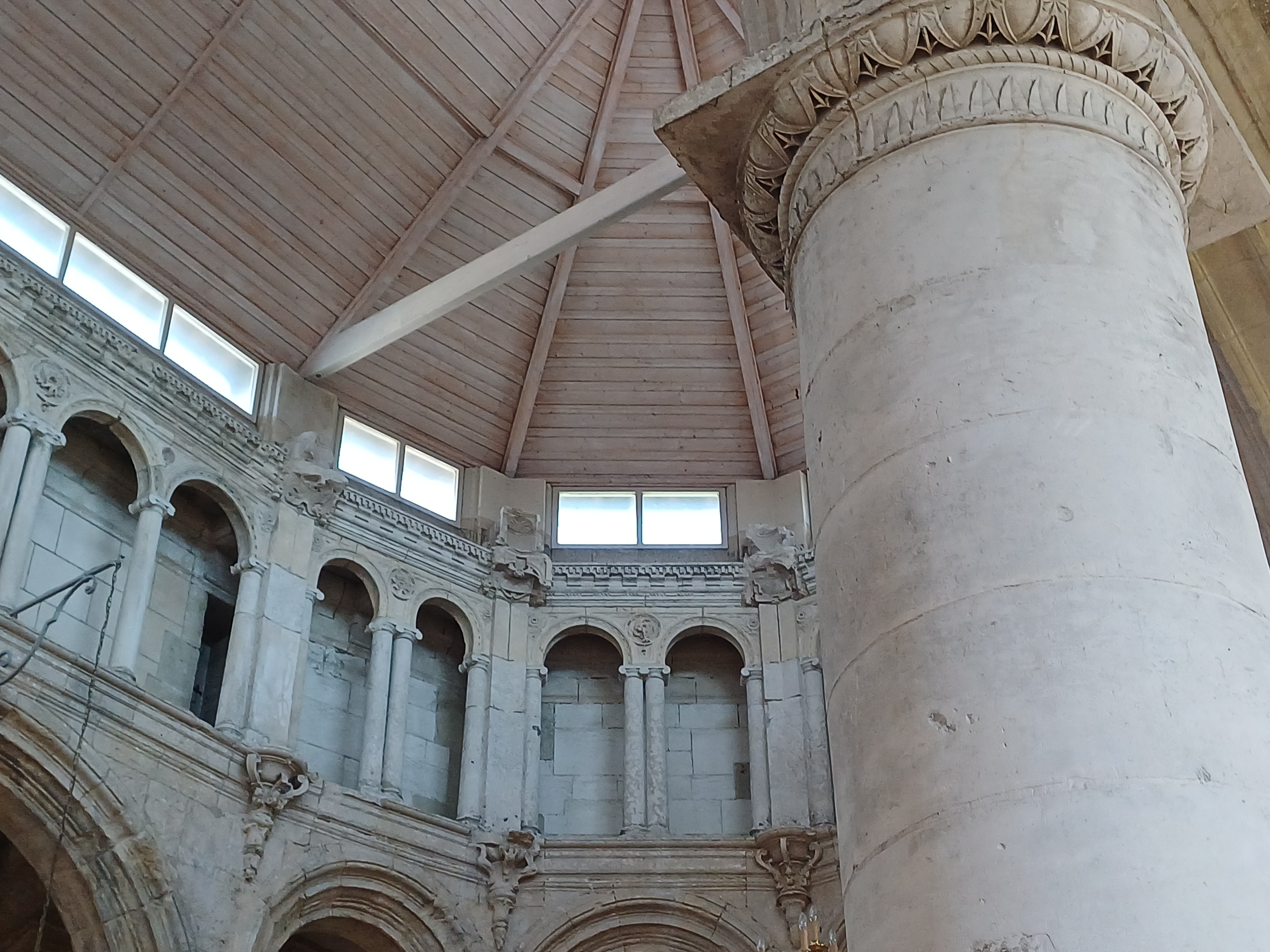
Pilier (à droite), triforium Renaissance et voûte moderne de l'abbatiale de Valmont.

### Bâtiments conventuels
L'abbaye se compose actuellement de plusieurs parties : l'église abbatiale reliée par une galerie à la porterie, le chapitre, le dortoir ; autour du cloître s'organisent le parloir, la cellèrie, la cuisine, la bibliothèque, des ateliers. Une orangerie, un potager, une serre, un vivier et un verger complètent l'ensemble abbatial.

### Église abbatiale
De l'abbatiale proprement dit, ne subsistent que les ruines du chœur construit en 1520. Formé de quatre travées droites, il se termine par un rond-point à cinq pans, donnant sur un déambulatoire, où s'ouvre la chapelle de Six-Heures. Les grandes arcades en plein cintre reposent sur des piles monocylindriques et sont surmontées d'une galerie à colonnettes ioniques géminées, formant le triforium. Tout est d'un style Renaissance très pur. Cette élégante ordonnance architecturale est commandée par Jehan Ribaud, ancien abbé de l'abbaye Notre-Dame du Bec, qui dirige Valmont en 1517. Il restaure l'abbaye dans le style à la mode et a peut-être employé à l'abbaye des ouvriers italiens qui travaillaient à l'époque au château de Gaillon et à l'abbaye de la Trinité de Fécamp.
Au-dessus du portail à l'entrée se trouve un vitrail reconstitué par Eugène Delacroix à partir de fragments de l'ancienne église. Le Musée des antiquités de Rouen conserve des vitraux XVIe siècle de l'abbaye.

### Chapelle axiale
La chapelle axiale de l'abbatiale a été commandée par l'abbé Jehan Ribaud et construite en 1520 ; elle est dédiée à la Vierge est actuellement la seule survivante de l'importante église, dont la nef s'est écroulée en 1730. Elle est plus connue sous l'appellation chapelle de Six-Heures, faisant allusion à l'heure à laquelle les moines entendent le premier office de la journée. Elle constitue la merveille artistique du site, entièrement de style Renaissance. La voûte est composée de nervures saillantes qui butent sur une clé circulaire évidée en coupole. Sur l'autel est posée une croix en pierre qui provient de l'ancien cimetière des moines et qui date du XIIIe siècle.

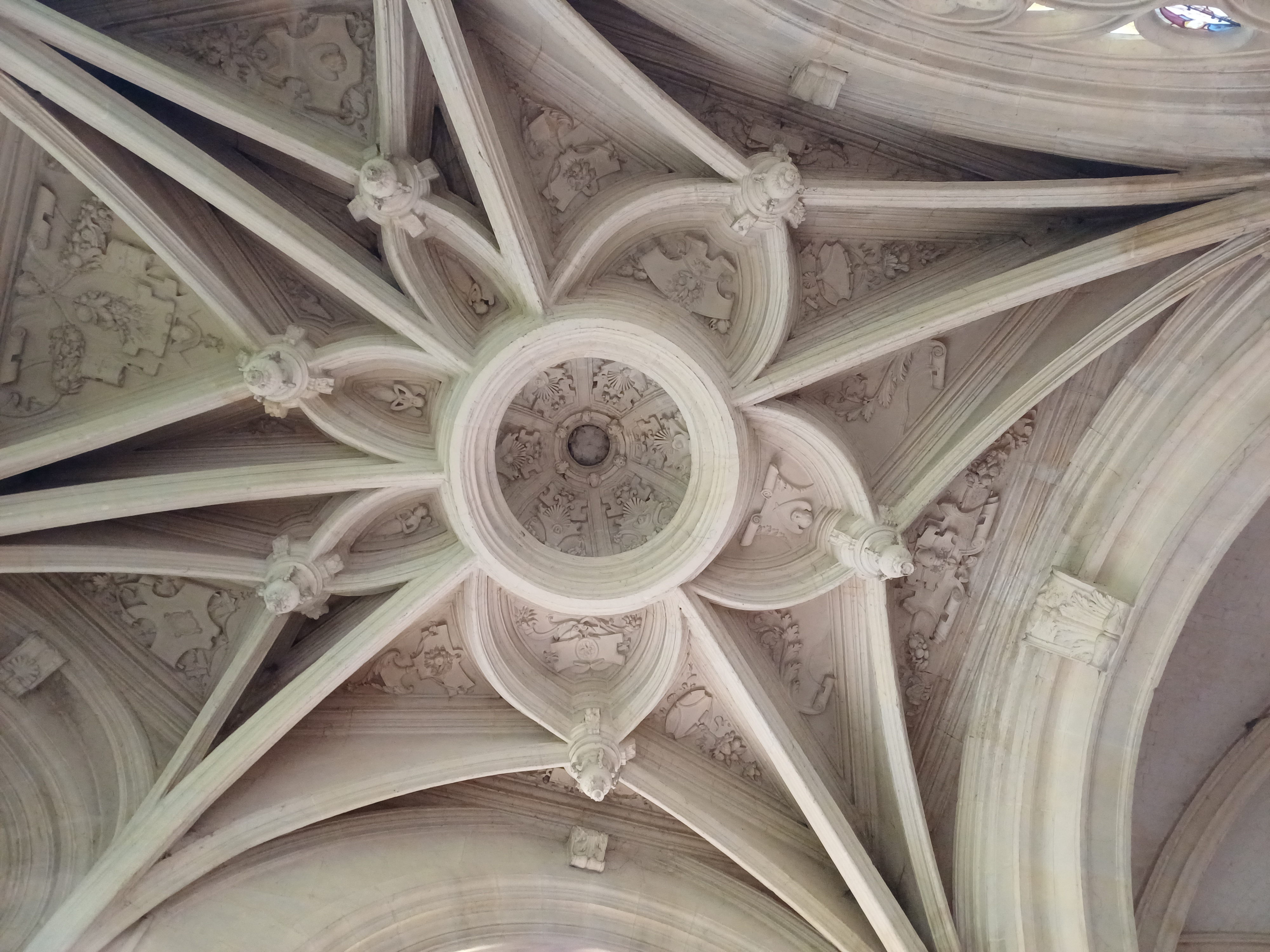
Clé de voûte de la chapelle axiale, église abbatiale.

Dans la chapelle axiale se trouvent les tombeaux, gisants et dalles funéraires (des XVe et XVIe siècles) des sires d'Estouteville (Nicolas, Jacques) et de leurs épouses (Louise Albret). 
La voûte est d'un dessin harmonieux et d'une structure savante : les nervures, très saillantes, butent contre une clé circulaire évidée en coupole. Les vitraux, datés de 1552, retracent la vie de la Vierge, et au-dessus de l'autel, une annonciation attribuée à l'école de Germain Pilon.

## Protection
Au titre des monuments historiques :
- la chapelle absidiale de l'église ainsi que les ruines des autres parties de l'abbatiale sont classées par arrêté du 2 novembre 1951 ;
- les façades et toitures de l'ensemble des bâtiments conventuels sont inscrits par arrêté du 24 décembre 1965 ;
- la sacristie située au sud du déambulatoire de l'église est classée par arrêté du 24 décembre 1965 ;
- l'enclos monastique en totalité, sols y compris les vestiges archéologiques enfouis ou en élévation, connus ou à découvrir ; la clôture, y compris les portails et la porterie ; les vestiges des aménagements de jardins, étang, canaux, canalisations et vivier, ainsi que l'ensemble des murs conservés à l'intérieur de l'enclos ; le bâtiment conventuel ; les façades et toitures du logis abbatial ; la cave de l'abbé située en sous-sol sont inscrits par arrêté du 26 janvier 1995.

## Liste des abbés
- Vincent Antebert
- Nicolas de Cumelier -1301
- Robert de Sotteville vers 1419
- Richard Gascoin -1454
- Simon Panchevoût -1479
- Jean Ribault. Il entreprend après 1515 la reconstruction des bâtiments conventuels et la restauration de l'abbatiale.
- Charles de Bourbon, cardinal.
- Louis de la Fayette. Il introduit en 1680 la Réforme de Saint-Maur.
- Henri-Constance de Lort de Sérignan de Valras 1730-, évêque de Mâcon (1732-1763).

## Pour approfondir